# Penikese Island

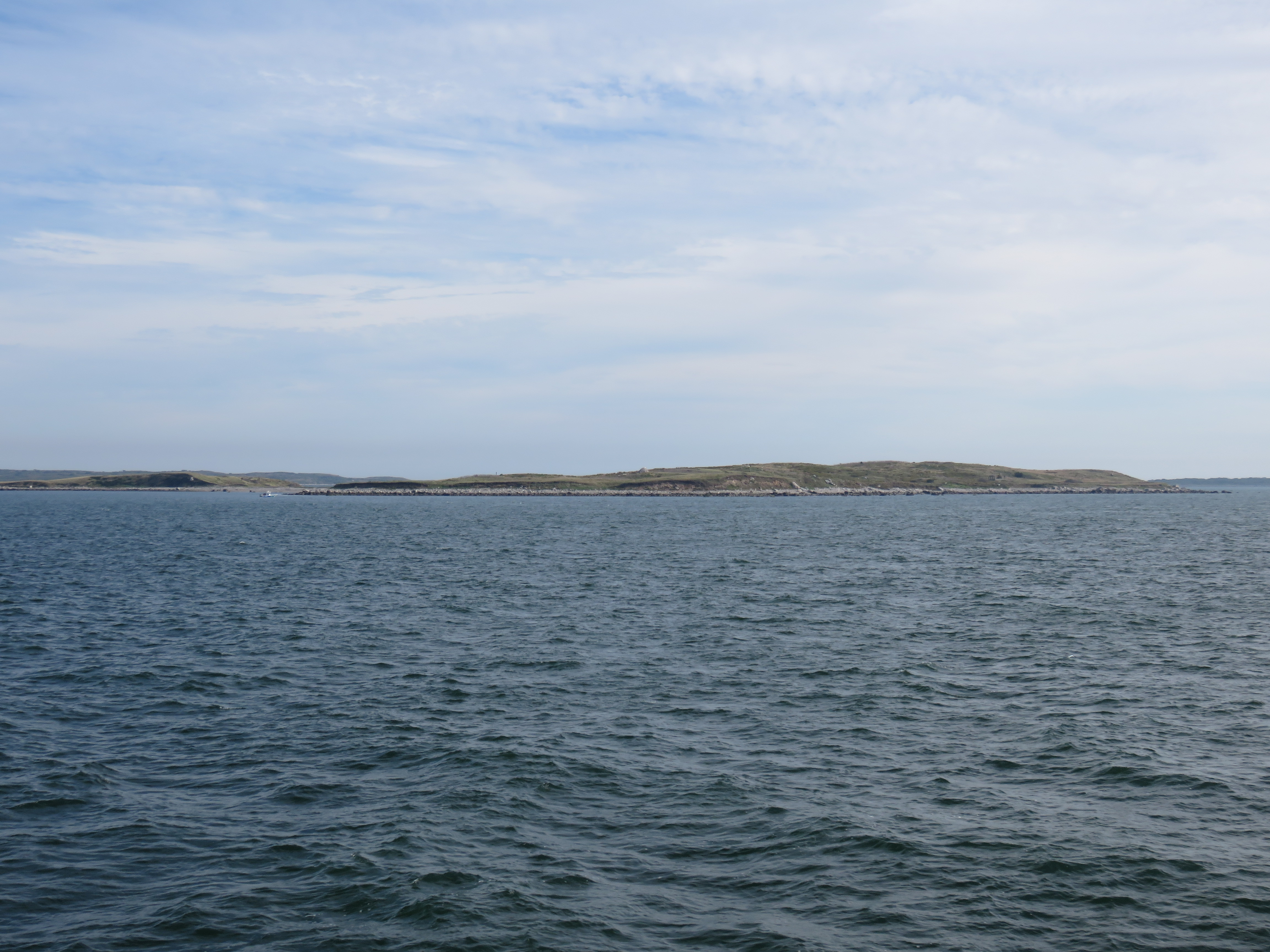
Penikese Island, 2015

 Penikese Island ist eine Insel vor der Küste des US-Bundesstaates Massachusetts. Sie ist eine der elf Inseln der Elizabeth Islands im Dukes County des US-Bundesstaats und liegt am westlichen Ende der Inselkette. Penikese Island ist ein Naturschutzgebiet, das vom Massachusetts Department of Fish and Wildlife verwaltet wird.

## Geschichte
1602 besuchte der englische Entdecker Bartholomew Gosnold mit Besatzungsmitgliedern seines Schiffes die Insel, wobei vier Wampanoag-Indianer dem Entdecker das Kanu stahlen. Die Insel wechselte mehrmals den Besitzer, bevor sie von dem Philanthropen und New Yorker Tabakhändler John Anderson gekauft wurde. 1873 überließ Anderson dem schweizerisch-amerikanischen Naturforscher Louis Agassiz die Insel sowie 50.000 $, um dort eine Station für die Erforschung des Meereslebens zu errichten. Es war eine erste Sommerschule, die ein Modell für zukünftige naturkundliche Schulen wie die Woods Hole Oceanographic Institution werden sollte. Agassiz bezog auch Frauen als Kollegen in die wissenschaftliche Arbeit ein. Vierundvierzig weibliche und männliche Studenten kamen im Juli 1873 auf dem schnell erstellten Campus der Anderson School auf Penikese Island an. Führende Naturforscher des Landes unterrichteten Kurse über Mollusken, Algen und physikalische Geographie. Paulus Roetter war Dozent für botanisches Zeichnen, denn neben Mikroskopen waren Skizzenbücher die Werkzeuge zur Beobachtung und Untersuchung lebender Meerestiere. Die Zoologin Cornelia Clapp und die Biologin Susan Minns gehörten zu den Studentinnen der Sommerschule. Nach Agassiz Tod im Dezember 1873 leitete sein Sohn, der Meeresbiologe Alexander Agassiz die Schule für einen weiteren Sommer. Agassiz Frau und wissenschaftliche Mitarbeiterin, Elizabeth Cary Agassiz, gründete später das Radcliff College.

### Leprosarium
1905 kaufte der Bundesstaat Massachusetts Penikese Island, um eine Leprakolonie zu gründen. Die ersten Patienten, die in die Kolonie geschickt wurden, waren zwei chinesische und drei kapverdische Einwanderer mit Lepra. In den 16 Jahren, in denen diese Einrichtung bestand, verstarben 14 Menschen und wurden auf dem inseleigenen Friedhof begraben. Bis 1921 blieb das Leprosarium auf Penikese Island, dann wurden seine 13 überlebenden Patienten in eine Bundesanstalt in Louisiana gebracht.
Von 1924 bis 1973 war Penikese Island ein Vogelschutzgebiet. Der erste Aufseher lebte mit seiner Frau und seinen Kindern auf der Insel, bis 1941 eines seiner Kinder mit einem Jagdgewehr ein Geschwister erschoss. Kurz darauf verließ die trauernde Familie die Insel.

### Penikese Island School
Von 1973 bis 2011 war die Penikese Island School eine private Wohnschule für Jungen in Schwierigkeiten und war eine Alternative zur Jugendhaft.
Heutzutage bietet die Penikese Island School Umwelt-Minicamps für Schüler von der 7. Klasse bis zur High School an.

## Natur
Penikese Island war von 1928 bis 1938 Schauplatz von Vogelbeobachtungen. Die geringe Größe machte es zu einem idealen Ort für botanische Studien. 1873 beschrieb der spätere erste Präsident der Stanford University David Starr Jordan die Insel als eine unfruchtbare, überweidete Insel, auf der 108 Arten zu finden waren. Anschließende Studien wurden in den Jahren 1923, 1947 und 1973 durchgeführt.
1999 zählte der biologische Ozeanograph an der Woods Hole Oceanographic Institution  und Vorstandsmitglied der Penikese Island School Richard Haven Backus, 218 Arten, unter denen zehn Zedern und 12 Kirschbäume sowie die seltene europäische Brombeere und Giftefeu, Rosa Rugosa und andere invasive Arten waren. Backus stellte fest, dass die Teiche auf der Insel ausgetrocknet waren und die gemeinen Farne verschwunden waren.